# Tate Schmitt
Tate Schmitt (Phoenix, 1997. május 28. –) amerikai labdarúgó, a Houston Dynamo hátvédje.

## Pályafutása
Schmitt az arizonai Phoenix városában született. Az ifjúsági pályafutását a Real Salt Lake akadémiájánál kezdte.
2016-ban mutatkozott be a Tucson felnőtt keretében. 2019. január 3-án négyéves szerződést kötött az első osztályban szereplő Real Salt Lake együttesével. Először a 2019. március 24-ei, Los Angeles ellen 2–1-re elvesztett mérkőzésen lépett pályára. A 2021-es szezon második felében a Phoenix Rising csapatát erősítette kölcsönben. Első gólját 2022. március 13-án, a New England Revolution ellen idegenben 3–2-re megnyert találkozón szerezte meg. 2023. február 17-én a Houston Dynamohoz írt alá. 2023. február 26-án, a Cincinnati ellen 2–1-re elveszett bajnokin debütált és egyben megszerezte első gólját is a klub színeiben.

## Statisztikák
2023. február 26. szerint
| Klub           | Szezon   | Osztály  | Bajnokság | Bajnokság | Kupa  | Kupa | Nemzetközi | Nemzetközi | Összesen | Összesen |
| Klub           | Szezon   | Osztály  | Meccs     | Gól       | Meccs | Gól  | Meccs      | Gól        | Meccs    | Gól      |
| -------------- | -------- | -------- | --------- | --------- | ----- | ---- | ---------- | ---------- | -------- | -------- |
| Real Salt Lake | 2019     | MLS      | 6         | 0         | 1     | 0    | 1          | 0          | 8        | 0        |
| Real Salt Lake | 2020     | MLS      | 4         | 0         | 0     | 0    | —          | —          | 4        | 0        |
| Real Salt Lake | 2022     | MLS      | 15        | 2         | 1     | 0    | —          | —          | 16       | 2        |
| Real Salt Lake | Összesen | Összesen | 25        | 2         | 2     | 0    | 1          | 0          | 28       | 2        |
| Houston Dynamo | 2023     | MLS      | 1         | 1         | 0     | 0    | —          | —          | 1        | 1        |
| Összesen       | Összesen | Összesen | 26        | 3         | 2     | 0    | 1          | 0          | 29       | 3        |